# Calmúquia

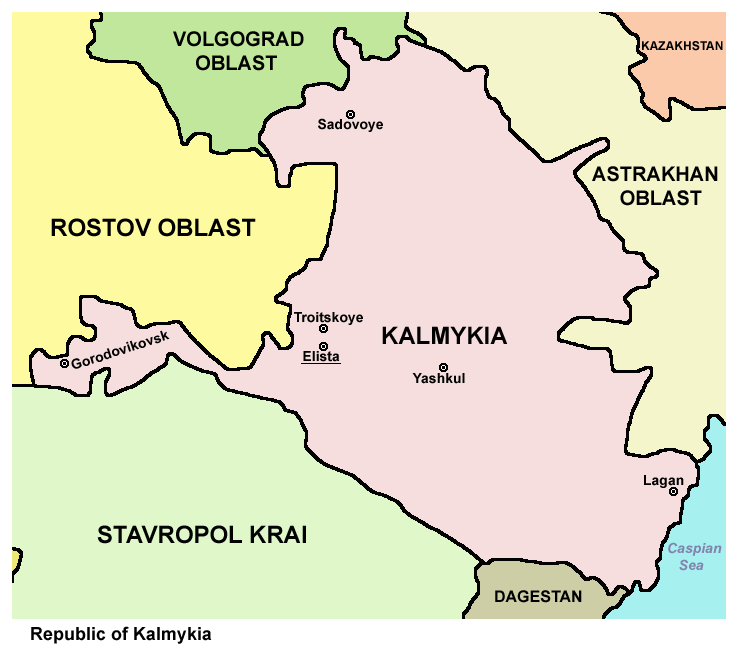

A Calmúquia (russo:  Калмыкия, tr. Kalmykia; em calmuco: Хальмг, tr. Xal'mg), oficialmente República da Calmúquia (russo:  Республика Калмыкия, tr. Respublika Kalmykia; em calmuco: Хальмг Таңһч, tr. Xal'mg Tanghch) é uma divisão federal da Federação da Rússia. É a única região da Europa onde o budismo é a religião maioritária, e tornou-se também famosa devido a ter-se transformado num centro mundial do xadrez por determinação dos seus dirigentes. Os calmucos estão relacionados etnicamente com os mongóis. A sua capital é Elista. Seu atual presidente é Aleksey Maratovich Orlov.

## Educação
A Universidade Estatal Calmuca é o maior centro de educação superior na república.

## Religião
O budismo na Calmúquia é tibetano na sua origem. Números significantes de cristãos ortodoxos e muçulmanos vivem igualmente na Calmúquia, tal como um número significante de ateus, como era típico da Rússia durante o período soviético.

## Turismo
Os turistas começaram a afluir à Calmúquia, viajando principalmente de Volgogrado para Elista. Alguns registos das suas viagens estão presentes no YouTube e noutros sites. A Calmúquia é um destino seguro para turistas estrangeiros, tendo o território ganho muita publicidade após acolher as Olimpíadas de Xadrez de 1998 em Elista. Muitos visitantes se espantam com o número de camelos presente no interior da república; de facto, a Calmúquia é lar do único camelo indo-europeu. Na sua capital existe pouco trânsito.